# Ridelle (transport)
Pour les articles homonymes, voir Ridelle.

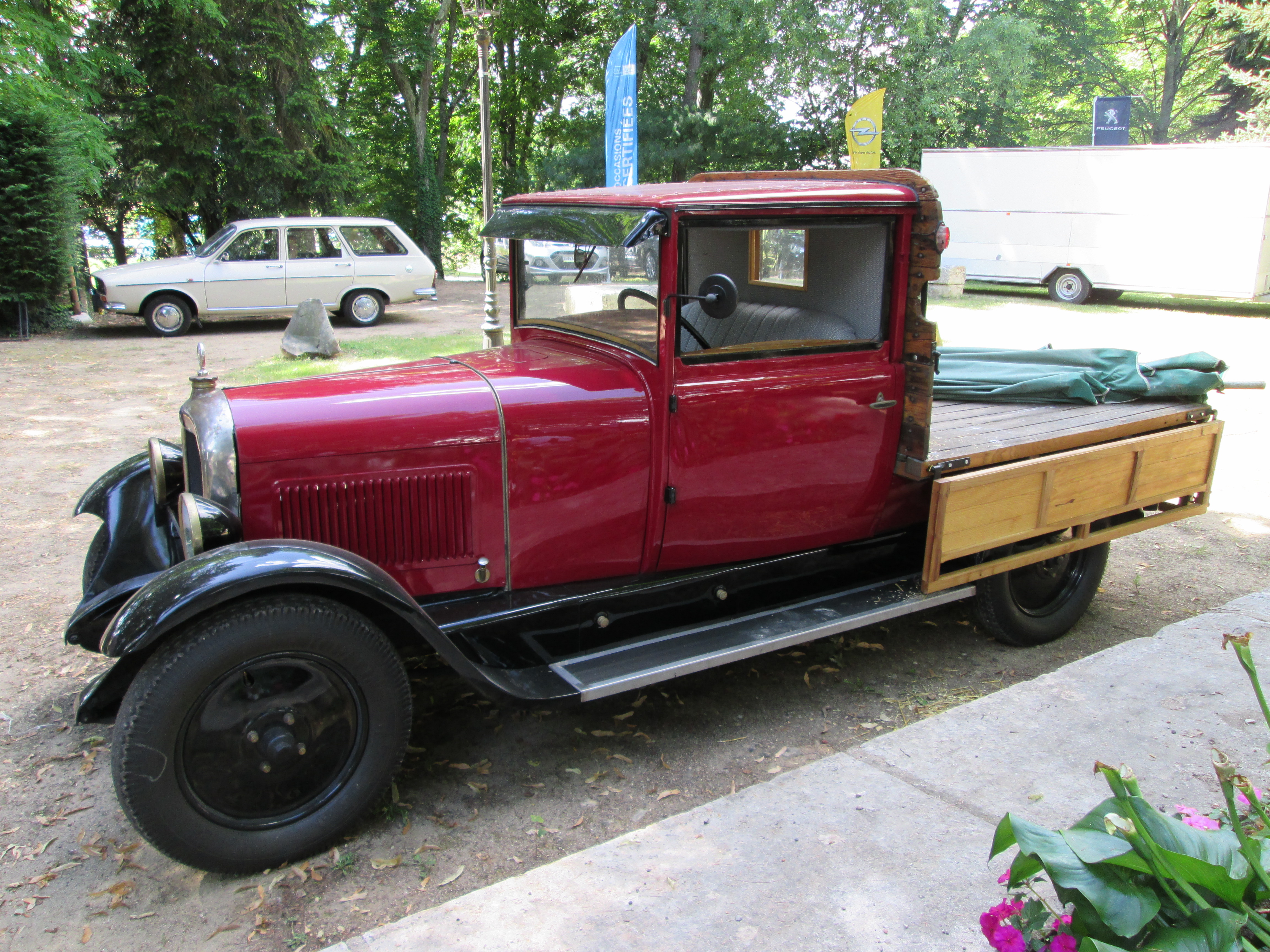
Citroën B14 avec des ridelles.

Une ridelle est une pièce d'un véhicule (charrette, camion, etc.) permettant de maintenir la charge sur le plateau. Elle est perpendiculaire au plateau.